# (63884) 2001 SF1
2001 أس أف 1 (ويعرف أيضًا باسم (63884) 2001 أس أف 1 وفق تسمية الكوكب الصغير) (بالإنجليزية: 2001 SF1)‏ هو كويكب ضمن حزام الكويكبات؛ وترتيبه 63884 من حيث الاكتشاف.
اكتُشف هذا الجُرم الفلكي بواسطة William Kwong Yu Yeung ‏ في 17 سبتمبر 2001.

## وصلات خارجية
- (63884) 2001 SF1 في قاعدة بيانات مختبر الدفع النفاث لأجرام النظام الشمسي الصغيرة

- الاكتشاف · مخطط المدار ·  العناصر المدارية · المعلمات المادية

- (63884) 2001 SF1 على موقع ويكي سكاي: DSS2, SDSS, GALEX, IRAS, Hydrogen α, X-Ray, Astrophoto, Sky Map, Articles and images